# John Stott
John Robert Walmsley Stott CBE (Londres, Inglaterra, 27 de abril de 1921-Lingfield, Inglaterra, 27 de julio de 2011) fue un ministro anglicano inglés del movimiento evangélico en el mundo. Fue uno de los principales autores del Congreso Mundial de Evangelización de Lausana (Suiza) en 1974. En 2005, la revista Time posicionó a Stott dentro de las 100 personas más influyentes del mundo.

## Vida
Hijo de un médico agnóstico y una madre luterana, de origen alemán, que le enseñó la fe cristiana, en 1938 se convirtió en su adolescencia por medio del ministro evangélico Eric Nash (apodado "Bash"), del Inter-Collegiate Christian Union (ICCU), de quien aprendió el amor por la Biblia, leyéndola desde entonces una vez al año, lo que hizo de él uno de los mejores predicadores expositivos del siglo XX, así como un defensor convencido de la predicación bíblica expositiva como el centro y la esencia del culto cristiano. “Una adoración correcta es imposible sin predicación.”

## Ministerio
Hay dos elementos que caracterizan su carrera y su pensamiento: El lugar privilegiado de la predicación bíblica expositiva, rica en doctrina y sana en espíritu; y la preocupación por los temas sociales desde una óptica cristiana evangélica. Como resultado de esto último, en 1982 fundó el Instituto Londinense para el Cristianismo Contemporáneo, actualmente Impacto Cristiano, por su unión con el Proyecto Shaftesbury.
John Stott ha escrito 40 libros y cientos de artículos que enriquecen la literatura cristiana contemporánea y goza de gran reputación entre teólogos y eruditos cristianos de todas las denominaciones. Billy Graham ha manifestado que el John Stott "es el Reverendo más respetado en el mundo cristiano de hoy".